# De vegetabilis et plantis libri septem

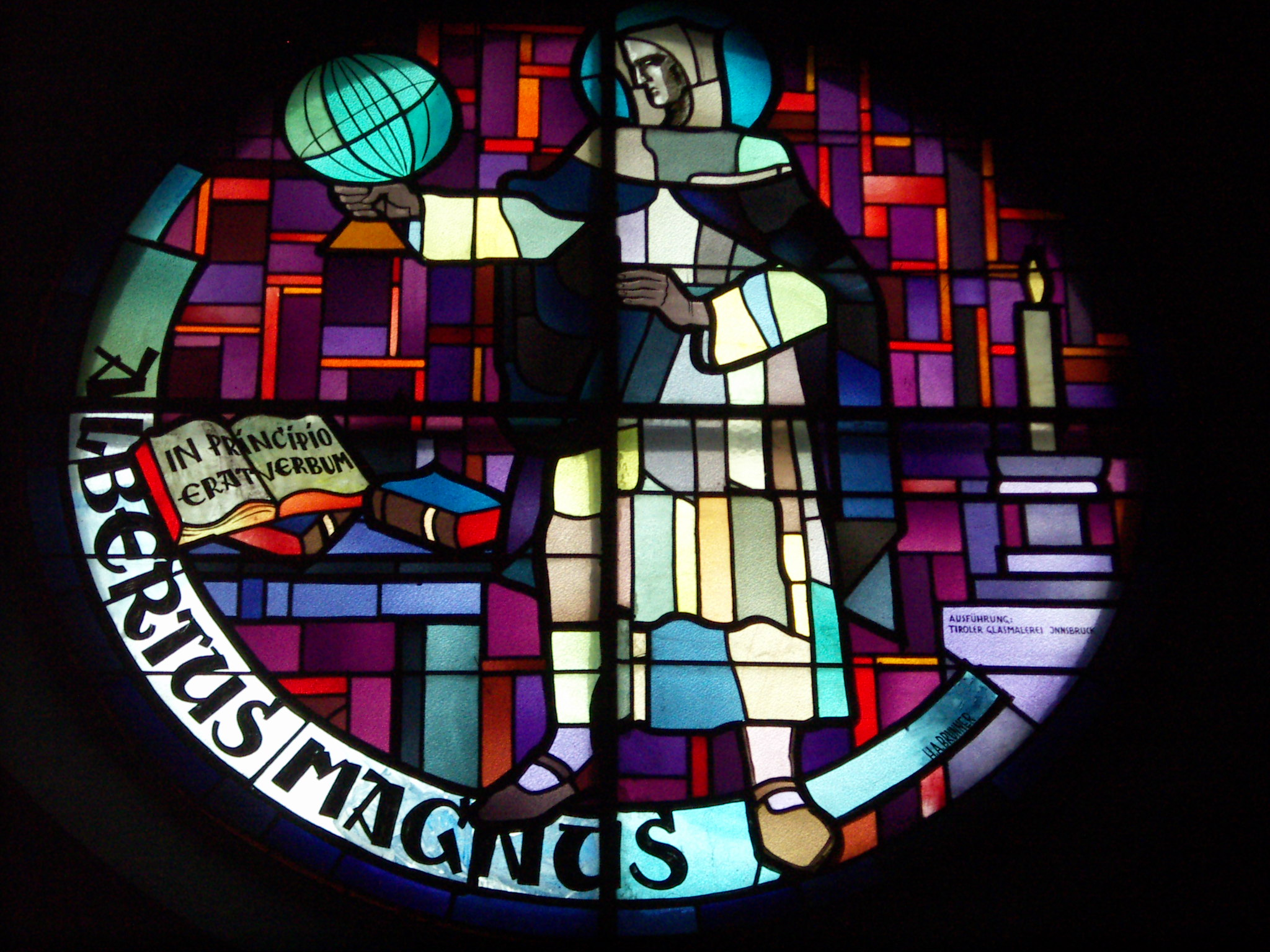
Alberto Magno, obra de Hans Alexander Brunner.

De vegetabilis et plantis libri septem ("Siete libros de vegetales y plantas") es un compendio de Botánica escrito por Alberto Magno en la segunda mitad del siglo XIII (ca. 1250), antes de que ocupara la sede episcopal de Ratisbona (marzo de 1260). Los cinco primeros libros son de corte teórico mientras que los dos últimos son de aplicación práctica, dedicando el sexto a la terapéutica y al discernimiento de las distintas especies y el séptimo a la agricultura y jardinería. Los libros primero y cuarto glosan, con interpolaciones propias, el «De plantis» de Nicolás de Damasco, atribuido en su tiempo, y hasta bastante después, a Aristóteles. El segundo, tercero y quinto son textos propios de San Alberto. Por su contenido y estructura, los libros sexto y séptimo forman unidades hasta cierto punto independientes.
El formato del desarrollo de un tema adquiere, para Alberto Magno, un significado directamente relacionado con la importancia del tema de que se está hablando. A su vez, cada tipo de exposición se articula de acuerdo con determinadas pautas; por ejemplo, los artículos solían desarrollarse en ese tiempo en tres partes: estado de la cuestión insistiendo en las obje ciones, cuerpo del artículo y respuestas a las objeciones.
En su obra, San Alberto define a la Botánica, «scientia de plantis» ("la ciencia de las plantas"), como una parte de la filosofía natural. Se trata de una ciencia subordinada que hunde sus principios en la teoría del ser vivo en cuanto vivo y los aplica a un dominio restringido del mundo animado: el del ser vivo carente de movimiento local y de sensibilidad. Introduce, además, la razón de historicidad en el desenvolvimiento de la Botánica rindiendo homenaje a su máximo exponente: Aristóteles.
La obra aborda minuciosas descripciones de la morfología de las plantas, incluyen problemas de Fisiología Vegetal y una clasificación de las plantas refundiendo la de Aristóteles y la de Teofrasto y en la que se distinguen las plantas "sin hojas" (en donde se incluyen buena parte de las plantas Criptógamas) de las plantas "con hojas" (las plantas superiores). Estas últimas, a su vez, las dividió en "plantas corticadas" (las que luego serían denominadas monocotiledóneas) y "plantas tunicadas" (más tarde conocida como dicotiledóneas).